# Liste der Monuments historiques in Le Theil (Allier)
Die Liste der Monuments historiques in Le Theil (Allier) führt die Monuments historiques in der französischen Gemeinde Le Theil auf.

## Liste der Bauwerke
| Bezeichnung          | Beschreibung                                                                                  | Standort | Kennzeichnung | Schutzstatus | Datum | Bild           |
| -------------------- | --------------------------------------------------------------------------------------------- | -------- | ------------- | ------------ | ----- | -------------- |
| Château de Fontariol | Schloss mit Nebengebäuden und Wehrmauer, 15. Jahrhundert, im 18. und 19. Jahrhundert umgebaut | (Lage)   | PA00093312    | Inscrit      | 2010  | weitere Bilder |
| Kirche St-Martin     | romanische Kirche, 11. und 12. Jahrhundert, Kapelle auf der Nordseite, 17. Jahrhundert        | (Lage)   | PA00093313    | Inscrit      | 1927  | weitere Bilder |

## Liste der Objekte
| Bezeichnung                                                             | Beschreibung                                                                                         | Standort                                                                     | Kennzeichnung | Schutzstatus | Datum | Bild |
| ----------------------------------------------------------------------- | --- | ---------------------------------------------------------------------------- | ------------- | ------------ | ----- | ---- |
| Gemälde Maria betrachtet das Jesuskind (Fotos in der Base Palissy)      | Tafelgemälde, 15. Jahrhundert                                                                        | in der Kirche St-Martin, zurzeit im Museum Anne de Beaujeu in Moulins (Lage) | PM03000528    | Classé       | 1918  |      |
| Silberplatte Baiser de paix (Fotos in der Base Palissy)                 | erstes Viertel des 16. Jahrhunderts                                                                  | in der Kirche St-Martin, zurzeit im Museum Anne de Beaujeu in Moulins (Lage) | PM03000529    | Classé       | 1918  |      |
| Gedenktafel (Fotos in der Base Palissy)                                 | Gedenktafel zu Erinnerung an die Messstiftung von Jacques-Nicolas und Gilbert Devoyels, Marmor, 1612 | in der Kirche St-Martin (Lage)                                               | PM03000530    | Classé       | 1918  |      |
| Gemälde Mariage mystique de sainte Catherine (Foto in der Base Palissy) | Tafelgemälde, 18. Jahrhundert                                                                        | in der Kirche St-Martin, zurzeit im Museum Anne de Beaujeu in Moulins (Lage) | PM03000531    | Classé       | 1918  |      |